# Anthanassa ptolyca
La mariposa lunita oscura (Anthanassa ptolyca) es una especie de mariposa endémica de México, de la familia Nymphalidae que fue descrita por A. Hall, 1929. El holotipo es proveniente de Venta de Zopilote, Guerrero.

## Descripción
En las alas anteriores, el margen costal es conexo, donde la parte interna es casi recta y la externa es curva. Las alas en su vista dorsal son de color café, con manchas de color amarillo, y con escamas del mismo color en la región basal y pos basal. Las antenas, cabeza, tórax y abdomen son de color café oscuro. En las alas posteriores, el margen costal es convexo, el externo es ondulado y el interno es curvo. En el área fiscal, presenta varias manchas pequeñas de color anaranjado. Para la región postdorsal, presenta una serie de manchas casi cuadradas que forman una banda amarilla y en la región marginal otra línea de manchas en forma de lúnulas de color amarillo. En el borde del ala, presenta pelos blancos. Ventralmente las alas anteriores tienen varias manchas irregulares color crema. Desde la región basal hasta la región fiscal presenta fondo color naranja claro. Desde la región posterior, se aprecian discos hasta la región marginal, la cual es de color negro, mientras que la región marginal y el ápice son de color café. Las alas posteriores son de color claro en su fondo, con manchas irregulares de color café y color crema.
Los palpos labiales, el tórax y el abdomen son de color blanco.

## Distribución
Oeste de México. La distribución conocida incluye los estados: Colima, Durango, Guerrero, Jalisco, Michoacán, Morelos, Nayarit, Oaxaca, Sinaloa y Sonora.

## Subespecies
- Anthanassa nebulosa alexon
- Anthanassa otanes cyno
- Anthanassa ptolyca amator
- Anthanassa sitalces cortes

## Hábitat
Habita en lugares abiertos y cálidos.

## Estado de conservación
No está enlistada en la NOM-059.